# Robert Reed (écrivain)
Pour les articles homonymes, voir Robert Reed (homonymie) et Reed.
Œuvres principales
- Le Voile dans l'espace

Robert Reed, né le 9 octobre 1956 à Omaha dans le Nebraska, est un écrivain de science-fiction américain.

## Biographie
De formation scientifique, Robert Reed commence par occuper quelques emplois dans l'industrie de 1979 jusqu'en 1987, date à laquelle il obtient un Bachelor of Science en biologie au Nebraska Wesleyan University. Il arrête de travailler pour se consacrer entièrement à l'écritures de romans de science-fiction.
Son premier roman, The Leeshore (inédit en France), paraît la même année. En 1986, il remporte le grand prix du « Writers of the Future Contest », financé par la fondation L. Ron. Hubbard, pour sa nouvelle Mudpuppies.
Robert Reed vit à Lincoln au Nebraska avec son épouse Leslie et sa sœur Jessie. Il y est connu pour son goût pour la course à pied.

## Œuvres traduites en français

### Romans
- La Jungle hormone, 1991 ((en) The Hormone Jungle, 1987)
- Le Lait de la chimère, 1992 ((en) Black Milk, 1989)
- La Voie terrestre, 1994 ((en) Down the Bright Way, 1991)

#### SérieLe Voile de l'espace
1. Le Voile de l'espace, 1998 ((en) Beyond the veil of stars, 1994)
2. Béantes portes du ciel, 1999 ((en) Beneath the Gated Sky, 1997)

#### SérieLe Grand Vaisseau
1. Le Grand Vaisseau, 2006 ((en) Marrow, 2000)
2. Un puits dans les étoiles, 2007 ((en) The Well of Stars, 2005)

### Recueil de nouvelles
- Chrysalide, 2002Recueil en langue française sans équivalent en langue anglaise